# Сэндс, Старк
Старк Ба́нкер Сэндс (англ. Stark Bunker Sands, род. 30 сентября 1978, Даллас) — американский актёр театра и кино.

## Биография
Старк Сэндс родился 30 сентября 1978 года в Далласе, штат Техас. У него есть брат-близнец Джейкоб и старшая сестра. Обучался в старшей школе Highland Park, а затем он получил степень бакалавра изобразительных искусств в Университете Южной Калифорнии.
Профессиональная карьера Сэндса началась сразу после получения диплома. Он снялся в нескольких короткометражных фильмах и в телесериале «Клиент всегда мёртв», где сыграл героя по имени Тоби — любовное увлечение Клэр Фишер (Лорен Эмброуз). В 2003 году дебютирует в полнометражном кино в фильме «Умри, мамочка, умри». В 2004 снимается вместе с Ричардом Гиром и Дженнифер Лопес в фильме «Давайте потанцуем». В 2007 номинируется на театральную премию Тони за роль в бродвейском спектакле «Journey’s End». В 2008 снимается в мини-сериале «Поколение убийц», где играет лейтенанта Натаниэля Фика.
28 января 2010 года Старк Сэндс был заявлен в труппу бродвейской постановки мюзикла «American Idiot» (Green Day) на роль Танни. Он покинул постановку 13 марта 2011 года.
В 2011 году снялся в пилоте телесериала «Чудесный год», но проект не был продлен каналом HBO. В 2012 году Сэндс присоединился к актёрскому составу телесериала «Нью-Йорк 22», который был закрыт после 13 эпизодов из-за низких рейтингов. В следующем году актёр сыграл Троя Нельсона в фильме «Внутри Льюина Дэвиса». В том же году Сэндс сыграл одного из главных персонажей в мюзикле «Чумовые боты».
В 2013—2014 годах он повторил свою роль, сыграв на Бродвее в театре Al Hirschfeld. За эту роль актёр был номинирован на премию Тони в категории «Лучшая мужская роль в мюзикле», но проиграл Билли Портеру.
В 2014 сыграл в пилоте телесериала «Salvation», закрытом после одного эпизода. В 2015 году был выбран на одну из главных ролей в телесериале «Особое мнение», где сыграл роль Дэша.
В 2016 году сыграл в пьесе «Натан Мудрый», премьера которого состоялась вне Бродвея. В сентябре 2017 года вернулся к своей роли в мюзикле «Чумовые боты». В том же году Сэндс снялся в фильме Стивена Спилберга «Секретное досье» в роли Дона Грэма.

## Личная жизнь
9 июля 2011 года Сэндс женился на британской журналистке Джемме Кларк в замке Боуви в Англии. Они познакомились, когда Сэндс отдыхал в Лондоне. В мае 2015 году у них родился сын, которого назвали Гриффином Роландом Сэндсом.

## Фильмография
| Фильмография | Фильмография         | Фильмография          | Фильмография                | Фильмография                                                           |
| Год          | Название             | Оригинальное название | Роль                        | Примечания                                                             |
| ------------ | -------------------- | --------------------- | --------------------------- | ---------------------------------------------------------------------- |
| 2002         |                      | Me and Daphne         | брат                        | короткометражный фильм                                                 |
| 2002         |                      | Pack of Dogs          | Дэвид                       | короткометражный фильм                                                 |
| 2002         | Клиент всегда мёртв  | Six Feet Under        | Тоби                        | эпизоды: Back to the Garden и It’s the Most Wonderful Time of the Year |
| 2003         | Умри, мамочка, умри  | Die, Mommie, Die!     | Лэнс Суссман                |                                                                        |
| 2003         | 11:14                | 11:14                 | Тим                         |                                                                        |
| 2003         |                      | Lost at Home          | Уилл Дэвис                  | 6 эпизодов                                                             |
| 2004-2005    | Королева экрана      | Hope & Faith          | Генри                       | эпизоды: Faith Scare-Field, The Dolly Mama и The Gooch                 |
| 2004         | Первая дочь          | Chasing Liberty       | Грант Хиллман               |                                                                        |
| 2004         | Запретная миссия     | Catch That Kid        | Чэд                         |                                                                        |
| 2004         | Давайте потанцуем    | Shall We Dance        | Эван Кларк                  |                                                                        |
| 2005         | Дьявол во плоти      | Pretty Persuasion     | Трой                        |                                                                        |
| 2006         |                      | Jack Rabbit           | Дэвид                       | короткометражный фильм                                                 |
| 2006         | Флаги наших отцов    | Flags of Our Fathers  | Вальтер Гаст                |                                                                        |
| 2006         | Гриффины             | Family Guy            | Джастин Хакейсак            | озвучка; эпизод: You May Now Kiss the… Uh… Guy Who Receives            |
| 2006         | Части тела           | Nip/Tuck              | Конор Макнамара             | эпизод: Conor McNamara, 2026                                           |
| 2006-2007    | Американский Папаша! | American Dad!         | Тино / Уильямс              | озвучка; эпизоды: Lincoln Lover, American Dream Factory                |
| 2008         | День мертвецов       | Day of the Dead       | Бад Крэйн                   |                                                                        |
| 2008         | Дрянная девчонка     | My Sassy Girl         | солдат                      |                                                                        |
| 2008         | Поколение убийц      | Generation Kill       | 1-й лейтенант Натаниэль Фик | мини-сериал; 7 эпизодов                                                |
| 2010         | Чудесный год         | The Miraculous Year   | Дьюк Эллис                  | пилот                                                                  |
| 2012         | Нью-Йорк 22          | NYC 22                | Кенни Макларен              | 13 эпизодов                                                            |
| 2013         | Внутри Льюина Дэвиса | Inside Llewyn Davis   | Трой Нельсон                |                                                                        |
| 2014         |                      | Salvation             | Пол                         | пилот                                                                  |
| 2015         | Особое мнение        | Minority Report       | Дэшилл (Дэш) Паркер         | 10 эпизодов                                                            |
| 2017         | Газетчики            | The Papers            | Дон Грэм                    |                                                                        |